# Perinoia caputranae
Perinoia caputranae är en insektsart som först beskrevs av Le Guillou 1841.  Perinoia caputranae ingår i släktet Perinoia och familjen spottstritar. Inga underarter finns listade i Catalogue of Life.